# Chomentów-Szczygieł
Chomentów-Szczygieł (do 2011 Chomętów-Szczygieł) – wieś w Polsce położona w województwie mazowieckim, w powiecie radomskim, w gminie Skaryszew. Ma status sołectwa.
Prywatna wieś szlachecka Chomętów-Szczygielski, położona była w drugiej połowie XVI wieku w powiecie radomskim województwa sandomierskiego. W latach 1975–1998 miejscowość administracyjnie należała do województwa radomskiego.
1 stycznia 2011 r. zmieniono urzędowo nazwę miejscowości z Chomętów-Szczygieł na Chomentów-Szczygieł.
Wierni Kościoła rzymskokatolickiego należą do parafii Parafia św. Andrzeja Boboli w Bardzicach.